# 国際価格
国際価格（こくさいかかく）とは経済学用語の一つ。これは商品に定められている価格であるが、その取引規模が大きく、それが世界各国の市場にまで通用するような規模にまで広がっているもののことを言う。そのため国際価格というのは外国との貿易において用いられている。
国際価格というのは、穀物などといった世界各国において広く貿易が行われている商品の一致された価格であり、このために一国の穀物の不作であってもその国家が世界的に見て多くの生産高を上げている国家ならば、これだけで国際価格に大きな影響を及ぼすこととなっている。